# Raging Slab
Raging Slab is een Amerikaanse band die een mix van southern rock en boogie speelt met invloeden van heavy metal en punk. Ze brachten tussen 1987 en 2002 zes albums uit.

## Bezetting
Huidige bezetting
- Greg Strzempka (gitaar, zang, 1983–heden)
- Niklas Matsson (drums, 1986-1992, 2004–heden)
- Mats Rydström (basgitaar, 2004–heden)

Vervangende muzikanten
- Dale Crover (drums, 1998)

Voormalige leden
- Elyse Steinman (slidegitaar, zang, 1983–2017) (†)
- Kory Clarke (drums, 1983-1986)
- Robert Pauls (basgitaar, 1983-1986)
- Dmitri Brill (gitaar, 1983-1986)
- Alec Morton (basgitaar, 1986-2004)
- Mark Middleton (leadgitaar, 1986-1995)

- Tony Scaglione (drums, 1989)
- Phil Ondich (drums, 1997-1998)
- Bob Pantella (drums, 1989)
- Rob Cournoyer (drums, 1998-2004)
- Jack Irons (drums, 1992)
- Paul Sheehan (drums, 1992-1997)

## Geschiedenis
De band werd geformeerd in 1983 toen de beide gitaristen Greg Strzempka en Elyse Steinman elkaar ontmoetten in New York. De twee hadden een gedeelde interesse in de heavy rockgeluiden van boogierock uit de jaren 1970 en in hedendaagse punkrockbands als The Ramones en Black Flag. Het stel verzekerde zich van de diensten van drummer Kory Clarke (Warrior Soul en Space Age Playboys), bassist Robert Pauls voorheen van Warrior Soul, evenals een derde gitarist, Dmitri Brill (Super DJ Dmitri van Deee-Lite). De band begon hun eerste shows te spelen in de Lower East Side rockclubs van Manhattan.
In 1986 had de band verschillende bezettingswisselingen ondergaan, en zowel Clarke als Brill waren vertrokken, maar de bezetting werd enigszins geconsolideerd met de toevoeging van Alec Morton op basgitaar. De band begon een vaste en loyale aanhang op te bouwen in de omgeving van New York en New Jersey, speelde veel shows met de Butthole Surfers en ook met Strzempka en Steinmans toenmalige buren White Zombie. Uiteindelijk zou de band de talenten van meer dan twintig verschillende drummers gebruiken, waaronder de voormalige Whiplash-drummer Tony Scaglione, Black Label Society-oprichter Phil Ondich, Monster Magnet/Riotgod-drummer Bob Pantella en de in New Orleans geboren Rob Cournoyer, voordat hij Backdraft-drummer Niklas Matsson vond om de bezetting in te vullen.
In 1987 nam de band hun eerste album Assmaster op, uitgebracht bij het in New Jersey gevestigde punklabel Buy Our Records. De coverart werd uitgevoerd door Marvel Comics-artiesten Pat Redding en Pete Ciccone. Raging Slab begon door de Verenigde Staten te toeren. In 1988 besloten Steinman en Strzempka om een derde gitarist Mark Middleton toe te voegen en de band bracht hun tweede album True Death (1988) uit. In 1989 boden verschillende grote labels Raging Slab een contract aan en uiteindelijk was het RCA Records dat de band contracteerde voor meerdere platen. De band nam hun gelijknamige derde album Raging Slab op, geproduceerd door Daniel Rey. Om dit album te ondersteunen produceerde de band ook een video en in de clip voor hun nummer Don't Dog Me werd de band meegesleurd door de Mojavewoestijn door een monstertruck. De video klom naar #2 bij MTV.
Een Guitar World recensie uit 1989 van Raging Slab beschreef het geluid van de band als 'Lynyrd Skynyrd meets Metallica'. Tegen die tijd was de band uitgebreid aan het toeren en opende voor grote namen als de Red Hot Chili Peppers, The Ramones, Molly Hatchet en Warrant. Een van de bands die tijdens hun tournee in 1990 voor Raging Slab hadden geopend, was de toentertijd weinig bekende band Mr. Crowe's Garden, die al snel de Black Crowes zouden worden. Het was in deze tijd dat Strzempka en Steinman een landelijk landgoed in Pennsylvania kochten en Slabby Road bouwden, de persoonlijke opnamestudio van de band. De leden van de band woonden samen op de boerderij in een soort gemeenschappelijke relatie en begonnen met het opnemen van hun tweede RCA-plaat From a Southern Space, geproduceerd door Alex Perialis. Leidinggevenden bij RCA Records waren niet blij met de richting die de groep opging met deze opname en besloten hun steun voor de publicatie ervan in te trekken. Gedurende deze tijd opende de band ook voor Guns N 'Roses tijdens hun Top Secret Club Tour.
De band keerde terug naar de studio om hun derde RCA-plaat Freeburden op te nemen met producent Michael Beinhorn en de band maakte gebruik van de talenten van Chili Pepper en Pearl Jam-drummer Jack Irons. Opnieuw werd hun werk door RCA afgewezen. De Amerikaanse impresario Rick Rubin begon de band aanbiedingen te doen om RCA te verlaten en platen te maken voor zijn bloeiende label. De band ging akkoord en Rubin kocht de rest van hun contract met RCA Records uit. In 1992 begon de band met het opnemen van een nieuw album met producent Brendan O'Brien en het voormalige Led Zeppelin-lid John Paul Jones, die ermee had ingestemd om met de band samen te werken, waarbij hij bijdroeg aan strijkarrangementen. In 1993 bracht de band hun Def American-debuut uit, het dubbelalbum Dynamite Monster Boogie Concert.  De video Anywhere But Here die de band maakt om deze publicatie te begeleiden met de voormalige kindacteur Gary Coleman en de video debuteerde bij MTV's populaire Beavis and Butt-head-programma.
Het jaar daarop begon de band aan een Europese tournee ter ondersteuning van Texas. Ze speelden ook met Lenny Kravitz en Monster Magnet, maar terwijl in Engeland de drummer van de band Paul Sheehan een slopende knieblessures opliep, beperkte de band de tournee. Ze keerden terug naar de Verenigde Staten en begonnen met het opnemen van hun tweede Def American (inmiddels bekend als American Recordings) album. De band leverde Black Belt in Boogie af, maar de plaat werd afgewezen door Rubin, die naar verluidt de band vertelde dat hij er geen songs op hoorde en momenteel niet is uitgebracht. Het was in deze tijd dat leadgitarist Mark Middleton ervoor koos de band te verlaten, onder vermelding van persoonlijke problemen als reden voor zijn vertrek. Middleton ging verder met het formeren van de Desperadoes, een klassieke rockcoverband.
De band keerde vervolgens terug naar de studio om hun volgende album Sing Monkey, Sing! op te nemen, dat met weinig publiciteit werd uitgebracht. American Recordings verbrak vervolgens de relatie met haar distributeur Warner Bros. Records, maar verzuimde de leden van Raging Slab te vertellen dat hij dit had gedaan en zag ook de wettigheid van het ontslaan van de band uit haar contract over het hoofd. Sing Monkey, Sing! werd vervolgens verkocht aan de Columbia Record Club en de band begon een gerechtelijke procedure tegen hun voormalige label. Besloten dat een formele procedure tegen een dergelijke krachtige tegenstander alleen zou leiden tot hun eigen financiële ondergang, besloot de band de rest van hun contract af te wachten, waardoor ze in feite geen nieuwe muziek mochten uitbrengen tot het jaar 2000.
In 1997 begon de band echter op te treden en op te nemen voor hun volgende publicatie, waarbij ze gebruik maakten van de talenten van drummer Phil Ondich, die vervolgens de band in mei 1998 verliet om Zakk Wylde's Black Label Society te vormen. De band kon Dale Crover (The Melvins, Nirvana) lokken om hen te helpen met drumtaken totdat er een permanente vervanging kon worden gevonden. Crover speelde ook enkele liveshows met Raging Slab, waaronder enkele openingsplekken voor de legendarische gitarist Leslie West. Rob Cournoyer kwam erbij nadat hij door Allman Brothers en Government Mule-gitarist Warren Haynes naar de band was verwezen. Met het verstrijken van het jaar 2000 vielen de contractuele beperkingen van de band eindelijk weg en begonnen ze opnieuw muziek op te nemen en uit te brengen en ze verschenen op compilatiealbums zoals het tribute-album Right in the Nuts van Aerosmith, evenals een coverversie van Mississippi Queen dat verscheen op het In the Groove-verzamelalbum.
In 2001 keerde de band terug met een hernieuwde kracht en brachten ze The Dealer uit bij het in New York gevestigde onafhankelijke label Tee Pee Records. Dit was het eerste album met nieuwe en originele muziek dat door de band in bijna zes jaar werd uitgebracht. De band toerde in die tijd uitgebreid door de Verenigde Staten en Canada en bereidde zich voor op een Europese tournee. Gepland om op 11 september 2001 te vertrekken vanuit New York naar Londen, werd naar aanleiding van de beruchte gruweldaad die op die datum plaatsvond, het Europese deel van hun tournee uitgesteld tot later in 2001. Bij hun terugkeer naar de Verenigde Staten ging de band opnieuw op weg naar hun studio om een nieuwe plaat op te nemen. Dit album Pronounced: Eat Shit werd in 2002 uitgebracht, ook bij Tee Pee Records. Na het uitbrengen en een Europese tournee voor Pronounced: Eat Shit nam de band een lange pauze, voordat ze aankondigde dat bassist Alec Morton al lang leed aan congestief hartfalen. Slab-frontman Greg Strzempka trad in 2003 toe tot de Zweedse zuidelijke metalband Backdraft, voordat hij de bandnaam veranderde in Odin Grange. Maar in 2004 vergezelden drummer Niklas Matsson en bassist Mats Rydström Raging Slab voor een korte tournee door de Verenigde Staten en de opname van een nieuw album, dat niet werd uitgebracht. In maart 2017 kondigde oprichtend lid en frontman Greg Strzempka het overlijden van gitarist Elyse Steinman aan op de Facebook-pagina van de band. De muzikant verloor op 30 maart een driejarige strijd tegen kanker.

## Discografie

### Studioalbums
- 1987: Assmaster (cd/lp, Buy Our Records)
- 1989: Raging Slab (cd/lp, RCA Records)
- 1991: From a Southern Space (niet uitgebracht)
- 1992: Freeburden (niet uitgebracht)
- 1993: Dynamite Monster Boogie Concert (cd, Def American)
- 1995: Black Belt in Boogie (niet uitgebracht)
- 1996: Sing Monkey, Sing! (cd, American Recordings)
- 2001: The Dealer (cd/lp, Tee Pee Records)
- 2002: (pronounced ēat-shït) (cd, Tee Pee Records)

### Singles
- 1988: Mr. Lucky (Buy Our Records)
- 1989: True Death EP (cd/12", Buy Our Records)
- 1989: Bent for Silver (cd, RCA Records)
- 1989: Don't Dog Me (cd, RCA Records)
- 1993: A Taste o' Slab (cd, American Recordings)
- 1993: Anywhere But Here (cd, American Recordings)
- 1993: Pearly (cd, American Recordings)
- 1993: What Have You Done (cd, American Recordings)
- 1994: Take a Hold (cd/12", American Recordings)
- 1994: Should'A Known (cd, American Recordings)

### Heruitgave
- 1991: Slabbage/True Death (cd, Restless Records) (combo van Assmaster en True Death EP)
- 2000: Raging Slab +2 (cd, Axe Killer Records)
- 2009: Raging Slab (cd, 2009 Rock Candy Records)
- 2013: Assmaster (cd, Cherry Red Records) (met oorspronkelijk Assmaster album, True Death EP, bonusnummers van Slabbage/True Death, en andere remixes en niet eerder uitgebracht bonusmateriaal)

### Compilaties
- 1986: Feel Too Much on Bands That Ate New York (lp, Natural Enemies Records)
- 1991: Alpha Jerk on A Restless World (lp, Restless Records)
- 1994: Anywhere but Here on Details Music Matters Special Edition 5 (cd, Details)
- 1995: Pot Head Pixies on Hempilation: Freedom Is NORML (cd, Capricorn Records)
- 1998: Take a Hold on American Product (cd sampler, American Recordings)
- 1999: Mississippi Queen on In the Groove (cd, The Music Cartel)
- 1999: Lynne on Jump Into Rock (cd, Mercury Records)
- 2000: Bone to Bone on Right in the Nuts: A Tribute to Aerosmith (cd, Small Stone Records)
- 2000: Pole Cat Woman on Judge Not (cd, Underdogma Records)
- 2002: We're an American Band on Sucking the 70's (2 cd, Small Stone Records)
- 2003: Miss Delicious on Guerrilla Jukebox Vol 1 (cd, Tee Pee Records)